# Redigobius bikolanus
Redigobius bikolanus е вид лъчеперка от семейство Попчеви (Gobiidae).

## Разпространение
Видът е разпространен в Австралия, Вануату, Индонезия, Камбоджа, Коморски острови, Мавриций, Мадагаскар, Малайзия, Микронезия, Нова Каледония, Острови Кук, Палау, Папуа Нова Гвинея, Провинции в КНР, Самоа, Северни Мариански острови, Сейшели, Тайван, Фиджи, Филипини, Шри Ланка, Южна Африка и Япония.